# Phoma myricae
Phoma myricae är en lavart som beskrevs av P. Karst. 1884. Phoma myricae ingår i släktet Phoma, ordningen Pleosporales, klassen Dothideomycetes, divisionen sporsäcksvampar och riket svampar.   Inga underarter finns listade i Catalogue of Life.